# Крысиные бега (фильм)
«Крыси́ные бега́» (англ. Rat Race) — приключенческая комедия 2001 года режиссёра Джерри Цукера, снятая совместно Канадой и США. Главные роли в фильме исполнили Роуэн Аткинсон, Кьюба Гудинг мл., Джон Ловитц и Сет Грин. Они сыграли обычных людей, для которых владелец одного из крупнейших казино Лас-Вегаса устроил «крысиные бега»: тот, кто первым доберётся до захолустного городка Силвер-Сити, получит 2 миллиона долларов, спрятанных в ячейке камеры хранения.
30 июля 2001 года фильм вышел в ограниченный прокат на территории США. Мировая премьера картины состоялась 17 августа в США и Канаде. На российские экраны фильм вышел 6 сентября. На производство картины было затрачено 48 миллионов долларов, а общемировые сборы составили более 85 миллионов долларов. На DVD фильм был выпущен 29 января 2002 года.
Теглайн фильма: «563 мили. 9 человек. 2 миллиона долларов. 1001 проблема!».

## Сюжет
Сюжет картины схож с фильмом Стэнли Крамера «Этот безумный, безумный, безумный, безумный мир». Владелец казино в Лас-Вегасе и миллиардер Дональд Синклер организует необычные соревнования. Он засунул в шесть «одноруких бандитов» шесть золотых жетончиков. Совершенно случайные ловцы удачи, которым достались жетоны, приглашены поездить наперегонки на дистанции семьсот километров. На кону два миллиона долларов. Деньги — в ячейке камеры хранения. Ячейка в Сильвер-Сити, штат Нью-Мексико. Каждому выдано по одинаковому ключу от дверцы. Приз достанется тому, кто доберётся до денег первым. Но это не просто гонки. Синклер собрал компанию богачей, чтобы устроить своеобразный тотализатор. Участники соревнования не знают, что магнат и его богатые приятели держат пари на исход гонок и следят за всеми действиями каждой команды… А ещё в этой гонке есть одно правило, заключающееся в том, что никаких правил нет.

## В ролях
| Актёр               | Роль                     |
| ------------------- | ------------------------ |
| Джон Клиз           | Дональд Синклер          |
| Роуэн Аткинсон      | Энрико Поллини           |
| Брекин Мейер        | Ник Шеффер               |
| Кьюба Гудинг мл.    | Оуэн Тэмпелтон           |
| Вупи Голдберг       | Вера Бейкер              |
| Джон Ловитц         | Рэндэлл «Рэнди» Пир      |
| Сет Грин            | Дуэйн Коди               |
| Винс Вьелуф         | Блэйн Коди               |
| Ланей Чэпман        | Мэррилл Дженнингс        |
| Кэти Наджими        | Бэверли «Бэв» Пир        |
| Эми Смарт           | Трэйси Фозет             |
| Дэйв Томас          | Гарольд Гришим           |
| Уэйн Найт           | Зак Малоззи              |
| Броди Смит          | Джейсон Пир              |
| Джиллиан Мари       | Кимберли Пир             |
| Брэнди Ледфорд      | Вики                     |
| Сайлас Уэйр Митчелл | Ллойд                    |
| Пол Родригес        | Водитель грузовика       |
| Кэти Бэйтс          | женщина, продающая белок |

В фильме в заключительном эпизоде снялась группа Smash Mouth и их солист Стивен Харвелл, группа исполнила композицию All Star. «Автомобиль Гитлера» — реплика построенная для фильма на базе Lincoln 1935 года выпуска, с V12 .